# Bupalus tristis
Bupalus tristis är en fjärilsart som beskrevs av Thierry-mieg 1884. Bupalus tristis ingår i släktet Bupalus och familjen mätare. Inga underarter finns listade i Catalogue of Life.